# Cal Peirí
Cal Peirí (també escrit Peyrí) és un edifici de Vilanova d'Escornalbou (Baix Camp), catalogat com a bé cultural d'interès local. La torre adossada està catalogada com a bé cultural d'interès nacional.

## Història
Els Peirí eren una família de paraires i negociants, que acumularen una gran fortuna després de la Guerra dels Segadors i assoliren el títol de ciutadans honrats de Barcelona. A causa de la seva riquesa, la casa (als estables de la qual es diu que hi cabien setanta cavalls), era coneguda també com la del «Reiet del Camp».
El 2 de juny del 1726, Anna de Peirí i Folch es va casar amb Joan Miquel de Portell i Font, de Valldeix (Mataró). La cerimònia fou oficiada per l'abat de Cardona Jaume de Portell i Font, germà del nuvi. L'hereu fou Josep Francesc de Portell i de Peirí, que va fer reconstruir el mas de La Palomera.

## Descripció

### Casa
És un edifici possiblement d'origen medieval, reformat al segle xvii (a la clau de l'arc de la porta hi ha la data de 1699. És de planta rectangular, molt transformada en l'interior. Té una porta d'arc amb dovelles a saltacavall, encapçalada a la clau amb l'escut de la família Peirí.

### Torre
Està feta de maçoneria i carreus a les cantonades. La planta rectangular és de 4 x 5 m de costat i 10 m d'alçada. A la part de dalt de tot, desplaçat cap a l'esquerra, hi ha un matacà.

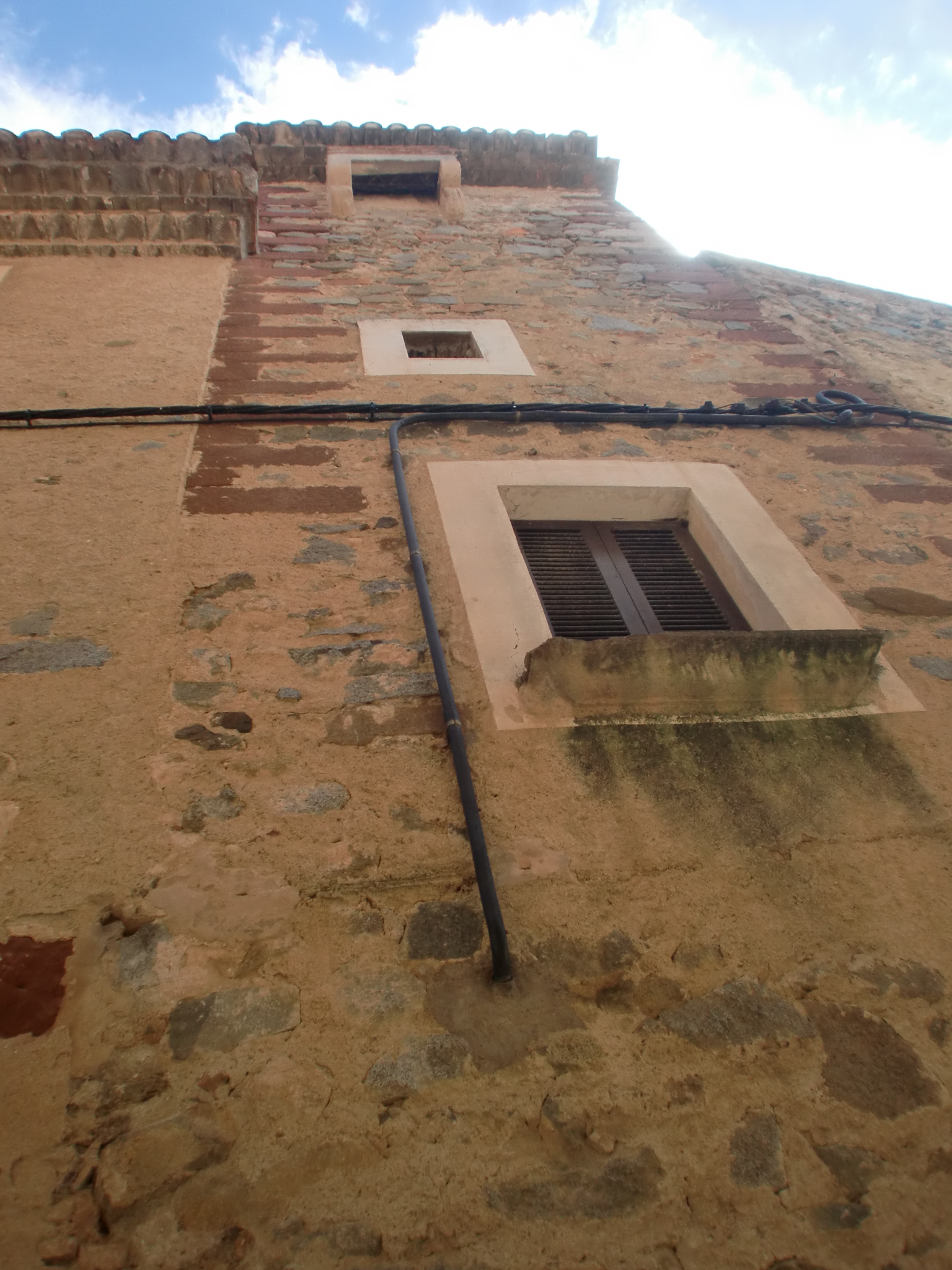
Façana de la torre